# 威克斯堡 (阿拉巴馬州)
威克斯堡（英語：Wicksburg）是一個位於美國阿拉巴馬州休斯敦縣的非建制地區。該地的面積和人口皆未知。

## 地理
威克斯堡的座標為31°12′30″N 85°37′21″W / 31.20833°N 85.6225°W，而該地的平均海拔高度為93米（即305英尺）。